# رقص توییست

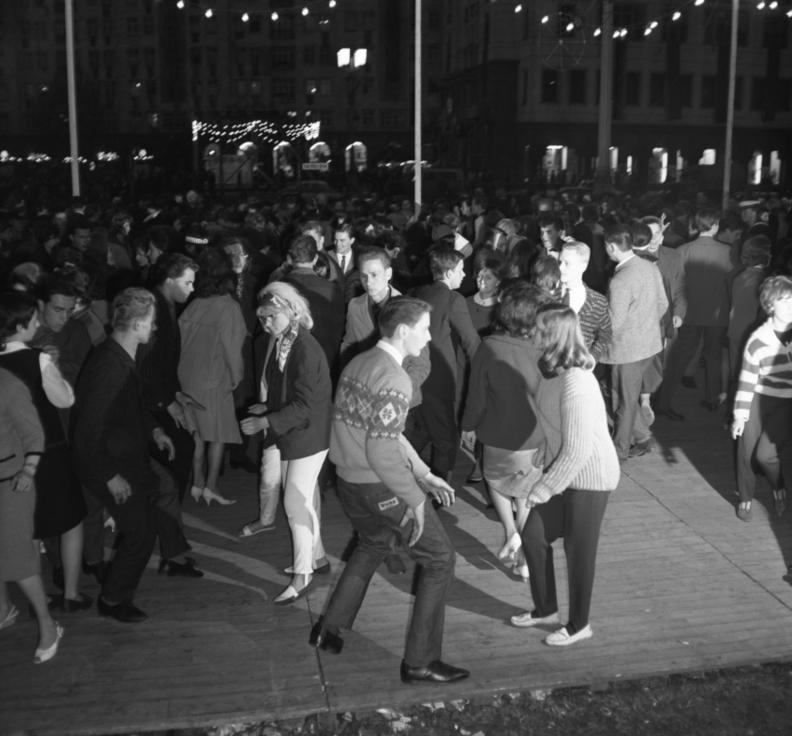
جمعیت در حال رقص توییست، برلین، ۱۷ مه ۱۹۶۴

رقص توییست (به انگلیسی: Twist) گونه‌ای رقص است که در اوایل دهه ۱۹۶۰ میلادی رایج شد. حرکت‌های چرخان سریع باسن، دست، و پای این رقص، به «خشک کردن باسن با حوله‌ای خیالی هنگامِ با پا خاموش کردن ته‌سیگاری خیالی» تشبیه شده است. دو هم‌رقص وضعیت‌های بدنی و چرخش‌هایشان را هماهنگ می‌کنند اما یکدیگر را لمس نمی‌کنند.
رقص توییست با اجرای رقص چابی چکر بر آهنگ The Twist در آگوست ۱۹۶۰ در ایالات متحده امریکا زاده شد و به کشورهای دیگر سرایت کرد. برخی ریشهٔ این رقص را رقص‌های بردگان سیاهپوستی که از آفریقا به امریکا بُرده شدند می‌دانند.